# Sant Martí Sesgueioles
Sant Martí Sesgueioles (em catalão e oficialmente) ou San Martín Sasgayolas (em castelhano) é um município da Espanha na comarca de Anoia, província de Barcelona, comunidade autónoma da Catalunha. Tem 3,8 km² de área e em 2021 tinha 344 habitantes (densidade: 90,5 hab./km²).

## Demografia
| Variação demográfica do município entre 1991 e 2004[carece de fontes?] | Variação demográfica do município entre 1991 e 2004[carece de fontes?] | Variação demográfica do município entre 1991 e 2004[carece de fontes?] | Variação demográfica do município entre 1991 e 2004[carece de fontes?] |
| ---------------------------------------------------------------------- | ---------------------------------------------------------------------- | ---------------------------------------------------------------------- | ---------------------------------------------------------------------- |
| 1991                                                                   | 1996                                                                   | 2001                                                                   | 2004                                                                   |
| 363                                                                    | 371                                                                    | 353                                                                    | 341                                                                    |